# Piotr z Cava dei Tirreni

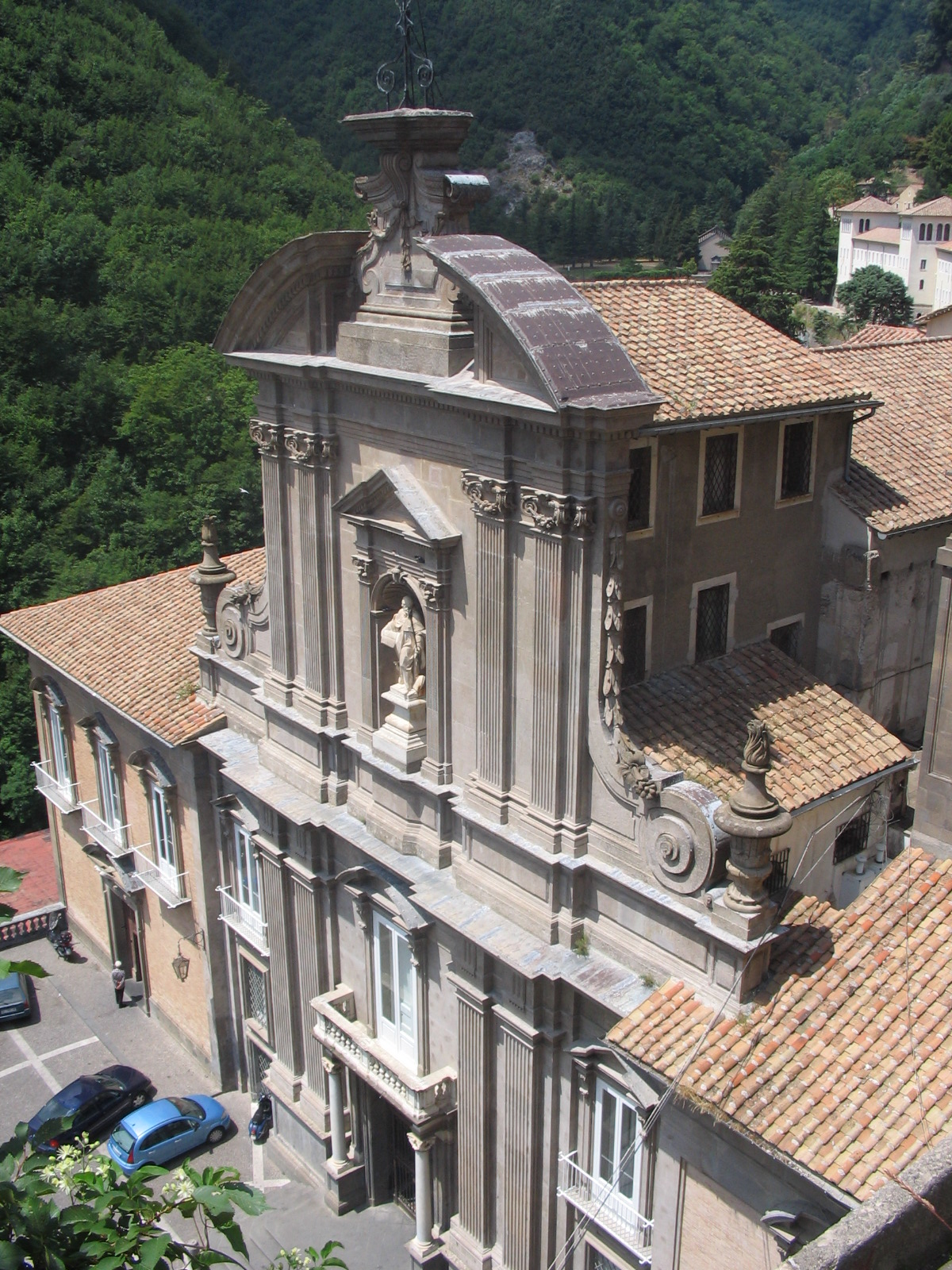
Klasztor benedyktyński w Cava

Piotr z Cava dei Tirreni, święty Piotr Pappacarbone, święty Piotr Passacarbone (ur. 1038 w Cava de’ Tirreni, zm. 4 marca 1123) – święty Kościoła katolickiego, biskup i opat.
Pochodził z rodu Pappacarbone. Wstąpił do zakonu benedyktynów La Trinità della Cava, a następnie został  pustelnikiem na Górze św Eliasza. Pięć lat spędził w szkole św. Hugona w Cluny. W 1070 wybrany został na biskupa Policastro, a w 1079 roku, po śmierci św. Leona I został opatem klasztoru w Cava. Wprowadził reformę kluniacką, a dzięki reorganizacji życia monastycznego doprowadził do rozwoju kongregacji mnichów. Wyświęcił ponad 3 tysiące zakonników.
Kanonizowany przez papieża Leona XIII w 1893 roku.
Jest Patronem Salerno i Policastro Bussentino. Jego wspomnienie obchodzone jest w Kościele katolickim w dzienną rocznicę śmierci (4 marca).